# Lonely the Brave
Lonely the Brave ist eine 2013 gegründete Rockband aus Cambridge im Vereinigten Königreich.

## Geschichte
Die vierköpfige Band, die 2013 in Cambridge gegründet wurde, besteht aus Sänger David Jakes, Gitarrist Mark Trotter, Bassist Andrew Bushen und Schlagzeuger Gavin Edgeley. Bereits im Gründungsjahr konnte die Gruppe einen Auftritt auf dem Download-Festival verbuchen. Im August 2013 folgte eine Tournee mit Black Rebel Motorcycle Club. Das erste Konzert im Ausland spielte die Band am 6. September 2013 in Paris, Frankreich als Vorband von den Deftones. Die EP Backroads erschien am 7. Oktober 2013 über das Londoner Label Hassle Records. Am 16. November 2013 spielte die Gruppe im Rahmen der Warped Tour im Alexandra Palace in London. Im Januar und Februar 2014 spielte die Gruppe ihre erste Tournee als Headliner durch das Vereinigte Königreich kurz nachdem sie noch als Vorband für Don Broco gespielt haben.
Mitte des Jahres 2014 folgten Auftritte auf mehreren großen Musikfestivals in Europa, darunter dem Pukkelpop, Rock am Ring und Rock im Park, sowie auf dem Reading and Leeds Festivals. Am 1. September 2014 erschien das Debütalbum The Day’s War, welches eine Woche später auf Platz 14 in den britischen Albumcharts einsteigen konnte. Zwischen dem 14. und 20. Dezember 2014 spielt die Band als Hauptsupport für Deaf Havanna sieben Konzerte im Vereinigten Königreich.
2018 gab Leadsänger David Jakes aufgrund von psychischen Problemen den Ausstieg aus der Band bekannt. Seitdem hat Jack Bennett die Rolle des Frontmanns übernommen und ist nun auch auf dem 2021 erschienenen Album 'The Hope List' zu hören.

## Stil
In einem Artikel des Daily Telegraph wird die Musik der Gruppe als Rockmusik beschrieben, welche von dem Spiel der Gitarren und den tiefgründigen Liedtexten dominiert wird. Als musikalische Einflüsse werden Gruppen wie Pearl Jam oder The National genannt, obwohl die einzelnen Musiker den verschiedensten Musikspektren zuzuordnen sind. Sebastian Berning, Rezensent bei Powermetal.de nennt zudem Biffy Clyro, Twin Atlantic und Funeral for a Friend als weitere musikalische Einflüsse. Thomas Eberhardt vom Ox-Fanzine beschreibt die Musik als Britpop.
Dom Lawson vom Guardian beschreibt die Musik der Gruppe als einen Mix aus Shoegaze und Post-Hardcore, welcher in der Lage ist ganze Stadien zu füllen. Der Gesang von David Jakes wird mit Chris Martin von Coldplay und Bono von U2 verglichen.

## Diskografie
Alben

| Jahr | Titel Musiklabel                  | Höchstplatzierung, Gesamtwochen, AuszeichnungChartsChartplatzierungen (Jahr, Titel, Musiklabel, Platzierungen, Wochen, Auszeichnungen, Anmerkungen) | Anmerkungen                             |
| Jahr | Titel Musiklabel                  | UK | Anmerkungen                             |
| ---- | --------------------------------- | --- | --------------------------------------- |
| 2014 | The Day’s War Hassle Records      | UK14 (3 Wo.)UK | Erstveröffentlichung: 2014              |
| 2016 | Things Will Matter Hassle Records | UK35 (1 Wo.)UK | Erstveröffentlichung: 20. Mai 2016      |
| 2021 | The Hope List Easy Life           | UK73 (1 Wo.)UK | Erstveröffentlichung: 22. Januar 2021   |
| 2023 | What We Do to Feel Easy Life      | — | Erstveröffentlichung: 10. November 2023 |

EPs
- 2013: Backroads (Hassle Records)